# Ленточник тополёвый
Ленточник тополёвый (лат. Limenitis populi) — дневная бабочка из семейства нимфалид. Размах крыльев достигает 6,5—8,5 см. Окраска верхней стороны крыльев у обоих полов тёмно-бурая с белыми пятнами и перевязями, а также рядом лунок оранжевого цвета у внешнего края. Нижняя сторона крыльев оранжевого цвета с голубоватым, сизым или зеленоватым окаймлением, белыми перевязями и пятнами. Населяет преимущественно лесной пояс Евразии, на севере континента встречаясь вплоть до пояса тундр. Даёт одно поколение в год. Время лёта длится с июня до июля, иногда по август. Самцы нередко могут образовывать скопления на влажных участках почвы и различных органических остатках, где находят необходимые минеральные соли. Самки ведут скрытный образ жизни и преимущественно держатся в кронах деревьев. Гусеницы питаются на осине, реже на других видах тополей. Латинское видовое название происходит от populus, что означает тополь.

## Описание
Длина переднего крыла — 35—46 мм. Размах крыльев самцов 65—77 мм, самок — 78—85 мм. Верхняя сторона крыльев у обоих полов тёмно-бурая, иногда почти чёрная, с более или менее заметным зеленовато-голубым отливом. На верхней стороне передних крыльев располагаются белые пятна у вершины крыла, удлинённое пятно в центральной ячейке, а также большая поперечная перевязь, состоящая из разрозненных пятен. На верхней стороне задних крыльев проходит широкая поперечная белая перевязь, а также прикраевая полоса, состоящая из оранжевых серповидных пятен-лунок. Нижняя сторона крыльев оранжевая либо ярко-оранжевая с голубоватым, сизым или зеленоватым окаймлением, контрастными чёрными полями у заднего края переднего крыла, а также белыми перевязями и пятнами.

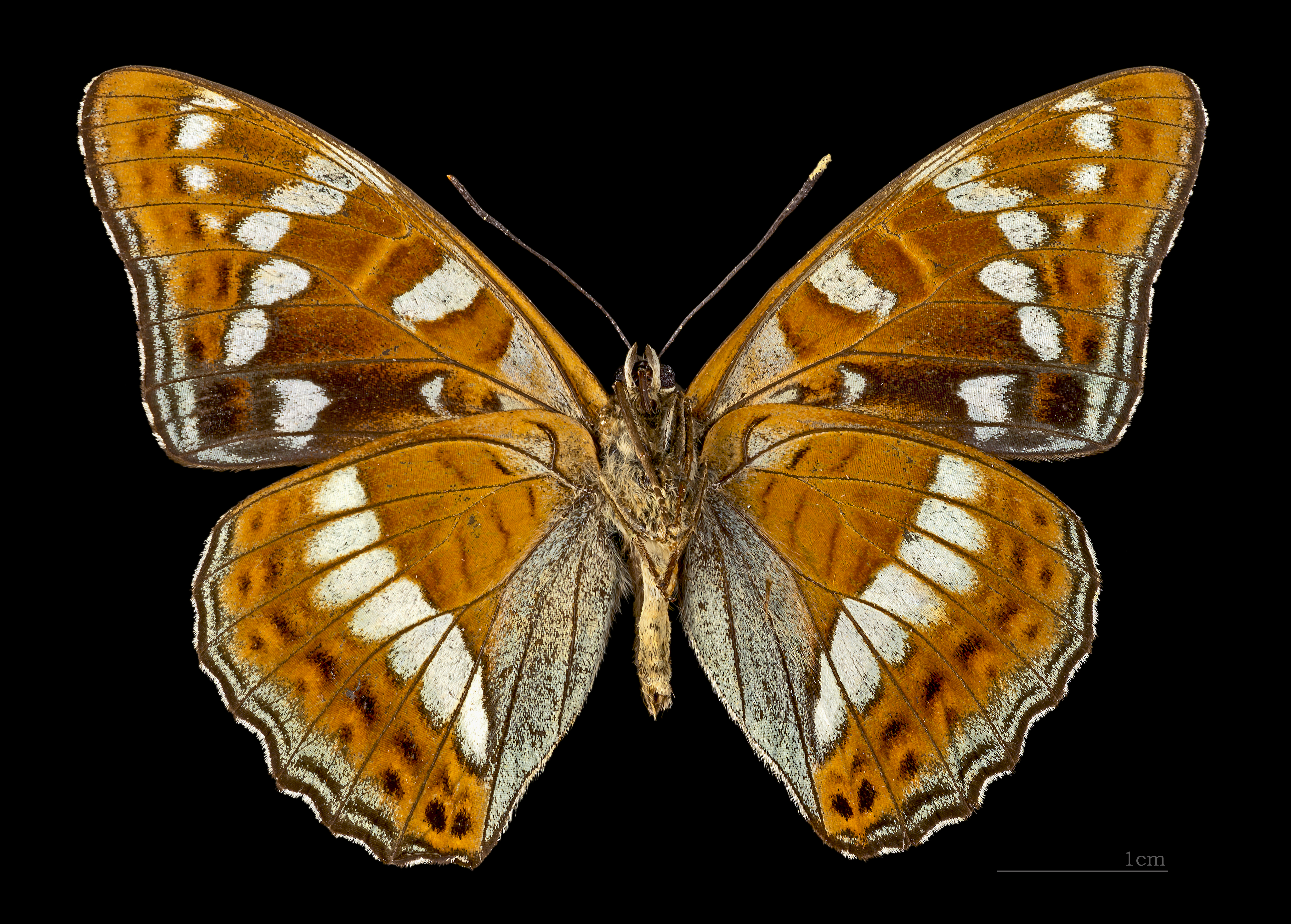
Нижняя сторона крыльев

Центральная ячейка на передних и задних крыльях не замкнута. На передних крыльях жилки R1, R2 не ветвятся, начинаются от центральной ячейки. Жилки R3, R4, R5 имеют общий ствол, который также начинается от центральной ячейки. К костальному (переднему) краю переднего крыла выходят жилки R1 и R2, а R3 выходит к вершине крыла, R4, R5 — к внешнему краю крыла. Голова с голыми глазами без волосков. Губные щупики покрыты волосками. Усики имеют постепенно утолщающуюся веретеновидную булаву. Тело одноцветное — чёрно-бурое. Передние ноги редуцированы, не используются при хождении, лишены коготков и покрыты густыми волосками. Задние голени с одной парой шпор. Половой диморфизм не выраженный. Он проявляется в том, что самка крупнее самца, белые элементы рисунка её крыльев больше, а прикраевые серовато-голубые и оранжевые лунчатые перевязи у неё ярче и лучше выражены.

### Изменчивость

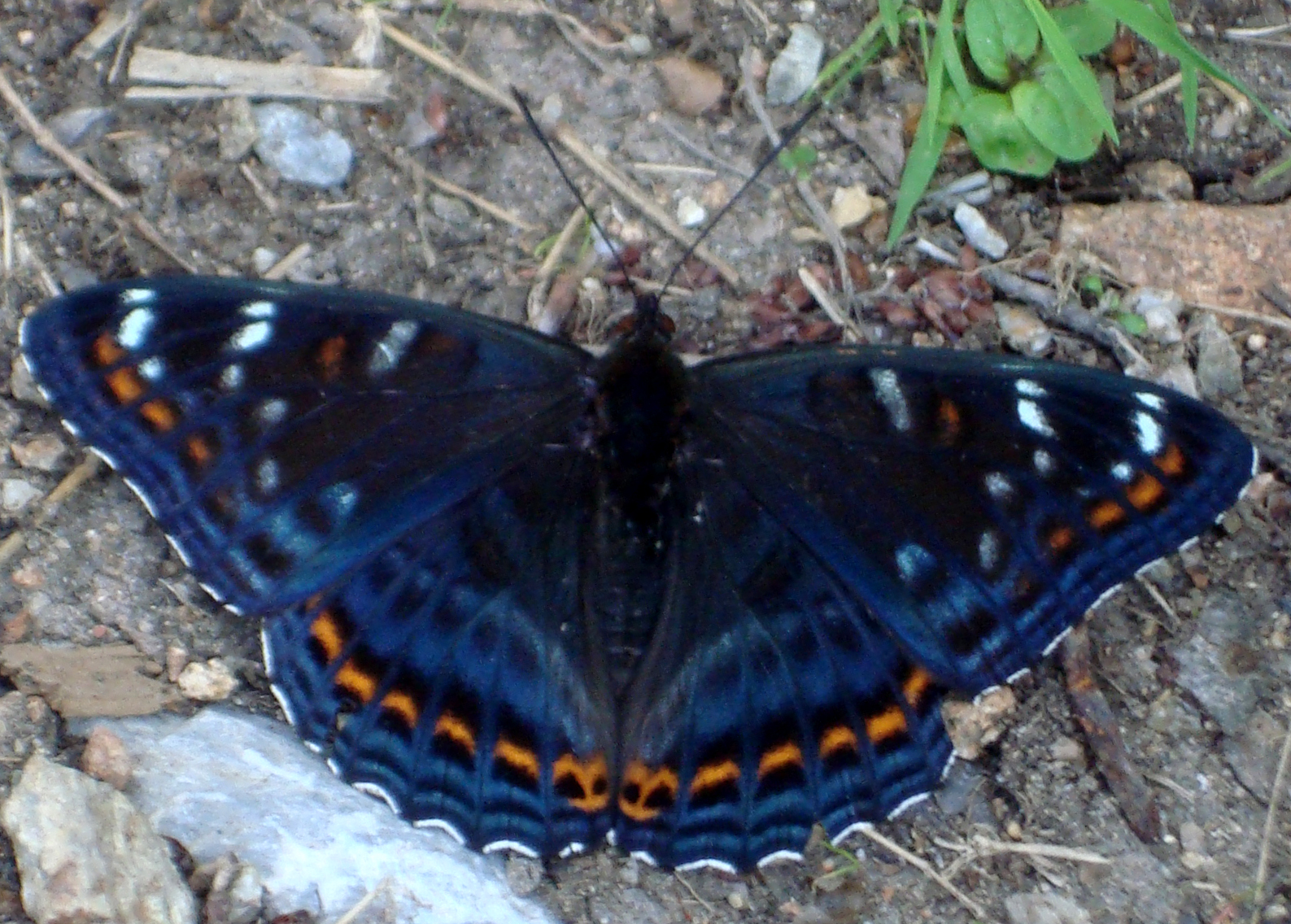
Самец формы tremulae

Вид характеризуется весьма выраженной индивидуальной изменчивостью. Она проявляется у обоих полов в размере бабочек и рисунке на крыльях, что послужило основанием для описания множества форм и аберраций у этого вида. Среди самцов существует форма tremulae Esper, 1798 которая характеризуется сильно редуцированными либо полностью отсутствующими белыми перевязями на верхней стороне крыльев. При этом на некоторых участках ареала, преимущественно на его западе, данная форма может встречаться чаще номинативной.
Географическая изменчивость вида на территории Европы, даже с некоторыми отличающимися локальными субпопуляциями, является ограниченной, и все популяции с данной территории принадлежат к номинативному подвиду.

## Ареал
Умеренная Евразия. От Северной и Восточной Франции далее на северо-восток по территории Северной, Центральной и Восточной Европы до 64—66° сев. ш. В Восточной Фенноскандии территория распространения ограничена 65° с. ш. и 26° в. д., бабочки проникают на север вплоть до Калевалы, но регулярно встречаются только в среднетаёжной подзоне, к югу от линии Беломорск-Костомукша. Вид вымер в Дании. Южная граница глобального ареала по территории Европы проходит по южной границе пояса широколиственных лесов от Карпат и Закарпатья по северу Украины и средней полосе России до Среднего и Южного Урала и юга Среднерусской возвышенности. На территории Украины основные популяции обитают преимущественно в зоне смешанных лесов Правобережья, в Карпатах и Закарпатье, местами в лесостепи и лесах степной зоны. За пределами Европы встречается в Сибири (до 60—62° сев. ш.), на юге Дальнего Востока, в Северном Казахстане, Монголии, Китае, Японии. На Кавказе известна единственная находка вида на Кабардинском хребте на юге Ставропольского края. В горах на протяжении всего ареала поднимается на высоты 200—1500 м над у.м., в Тибете встречается на высоте 2800 м над у.м.
Не найден в Южной и Западной Франции, в Англии, Испании, в Португалии, Италии и на островах Средиземного моря, в Нижнедунайской низменности, на Крымском полуострове, юге Европейской части России.

## Подвиды

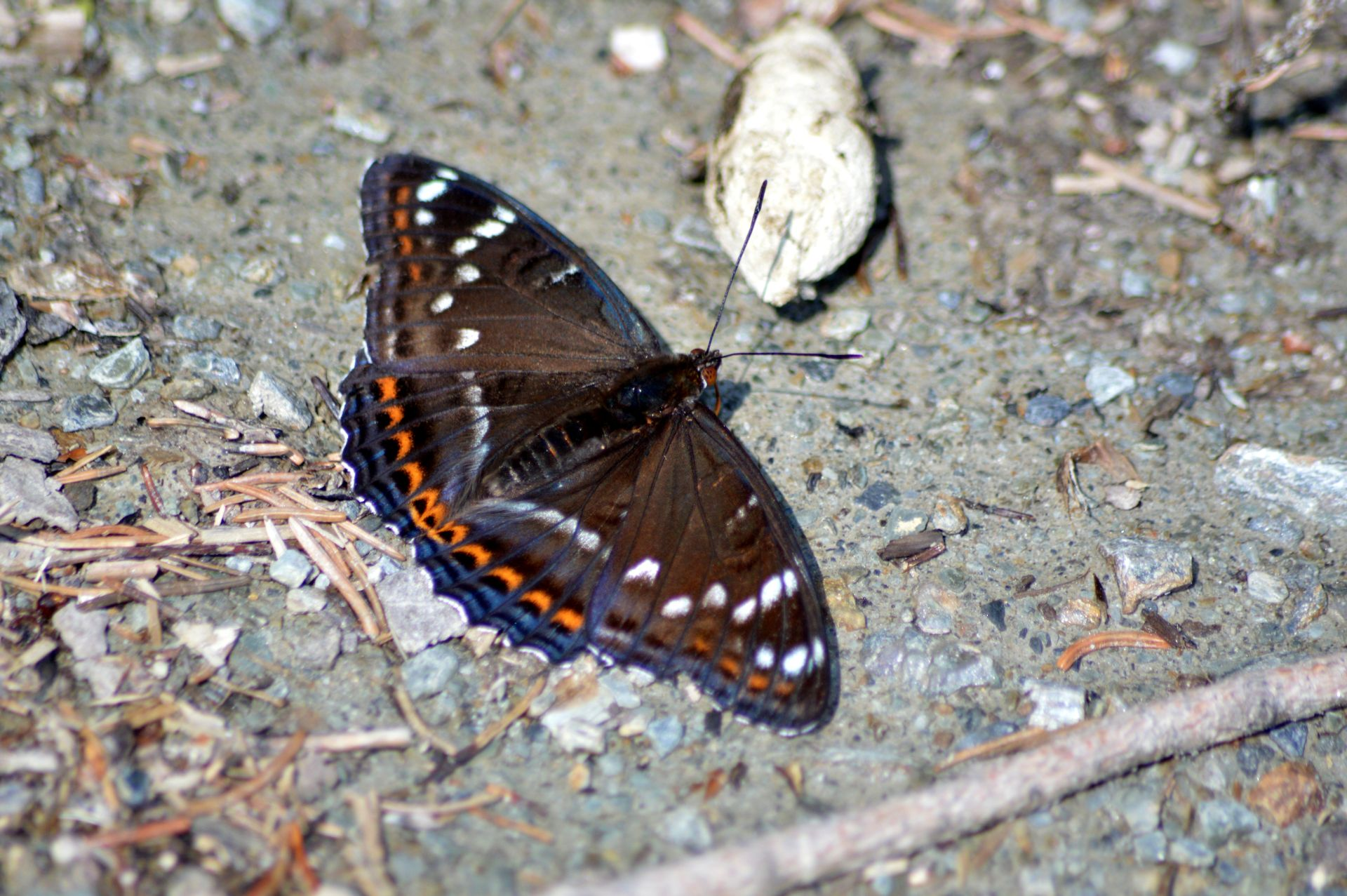
Номинативный подвид Limenitis populi populi

- Limenitis populi populi Linnaeus, 1758

Номинативный подвид. Ареал простирается от Северной и Восточной Франции (спорадически в Бретани, Дроме и Воклюзе по долине Роны), через всю среднюю Европу на восток до Урала. Изолированные популяции имеются на Балканах (Македония, Болгария) и в Северной Греции (горный массив Родопы).
- Limenitis populi ussuriensis Staudinger, 1887

[syn. Limenitis populi ussuriensis ab. liliputana Staudinger, 1887; Limenitis populi enapius Fruhstorfer, 1908; Limenitis populi eunemius Fruhstorfer, 1908; Limenitis populi fruhstorferi Krulikowsky, 1909; Limenitis populi kingana Matsumura, 1939; Limenitis populi halasiensis Huang & Murayama, 1992]
От номинативного подвида отличается более крупными и развитыми белыми пятнами и перевязями на верхней стороне крыльев, а также более выраженными и яркими оранжевыми, черноватыми и голубовато-серыми элементами окраски на нижних крыльях. Экземпляры с наиболее развитыми и широкими белыми полосами на крыльях встречаются на территории Приамурья и Приморского края. У самцов этих популяций белые пятна на передних крыльях иногда сливаются в непрерывную полосу, в то время как белая перевязь на задних крыльях может достигать ширины 10 мм. Самцы формы tremula встречаются среди представителей данного подвида гораздо реже, чем среди особей номинативного подвида в Европе. Распространён от Урала по всей умеренной Азии, охватывая территорию Северного Казахстана, Монголии, Восточной России, Северо-Восточного Китая и Северной Кореи.
- Limenitis populi jezoensis Matsumura, 1919

[syn. Limenitis populi ussuriensis ab. sakaii Sugitani, 1931]
Белая перевязь на задних крыльях очень узкая, у самцов — уже расстояния до ряда оранжевых лунок, шириной около 2 мм; у самок — чуть шире расстояния до этих лунок. Ареал подвида охватывает Японию — острова Хоккайдо и Хонсю.
- Limenitis populi szechwanica Murayama, 1981

[syn. Limenitis populi batangensis Huang, 2001]
Верхняя сторона крыльев землисто-бурого цвета с сильным зеленовато-синим отливом и выраженным металлическим оттенком, но без каких-либо красновато-коричневых тонов. Белая перевязь на задних крыльях относительно широкая, у самцов шириной около 3—4 мм. Ареал подвида охватывает уезды Кандин и Батанг в китайской провинции Сычуань, Восточный Тибет.

## Биология
Населяет лиственные и смешанные леса, пойменные леса, участки вдоль дорог, рек и других водоёмов, заливные луга с кормовыми растениями, пригодными для питания гусениц. Может заселять как крупные лесные массивы, так и небольшие изолированные фрагменты осинников, включая молодую поросль. Главным образом встречается на лесных полянах, опушках и в придорожных биотопах. Наличие в лесных местообитаниях открытых участков с влажным грунтом и кормовыми растениями гусениц в составе растительности является основным фактором скопления имаго. Тополёвые ленточники также могут встречаться в урбанизированных ландшафтах, где произрастают кормовые растения гусениц. Бабочки тяготеют к шоссейным асфальтированным и грунтовым дорогам. Их привлекательность, по-видимому, обусловлена высокой инсоляцией, обеспечивающей комфортный тепловой режим, и возможностью легко найти органические остатки для питания. К концу своего времени лёта бабочки обычно разлетаются из типичных мест обитания и могут встречаться на значительном удалении от них, зачастую в несвойственных для них биотопах (например, на болотах, в сельскохозяйственных ландшафтах и т. п.).
Существует асинхронность встречаемости вида на разных территориях обитания, что объясняется влиянием локальных факторов. В пределах мест обитания бабочки распространены неравномерно. Исследования в Фенноскандинавии свидетельствуют, что бабочки в пределах своих обитаемых территорий свободно перемещаются на расстояния от 4,8 до 6—7 км. Данные перемещения хоть и являются локальными, но обеспечивают возможность обмена особями между субпопуляциями и заселение новых местообитаний. В целом вид не приурочен к локальным местообитаниям.
В отличие от большинства других видов дневных бабочек, взрослые особи ведут весьма скрытный образ жизни и проводят бо́льшую часть времени в верхнем ярусе леса — летают в кронах деревьев, изредка спускаясь к земле. Последнее бабочки совершают лишь в поисках воды и разлагающихся органических останков — гнилых плодов, падали, экскрементов крупных животных. Самцы спускаются к земле гораздо чаще, чем самки. Для самцов характерно территориальное поведение, проявляющееся в том, что они могут занимать в ожидании самок наивысшую точку ландшафта, либо же облетать свой индивидуальный участок обитания, с которого прогоняют не только самцов своего вида, но и представителей других видов бабочек со схожей окраской и размерами.

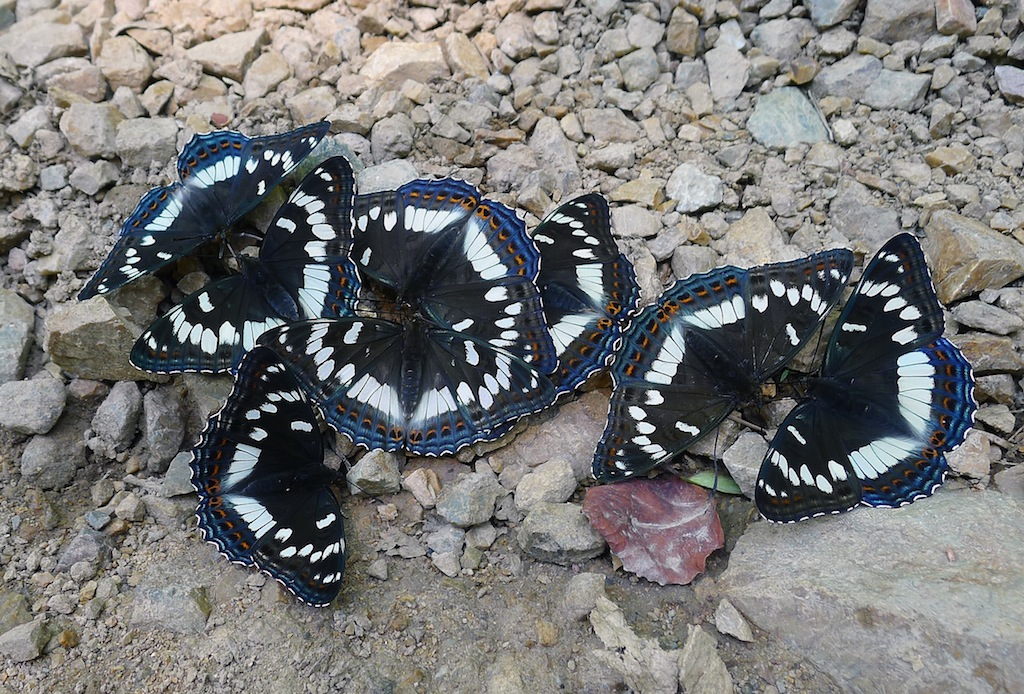
Скопление бабочек подвида ussuriensis в окрестностях Хабаровска

На территории всего ареала тополёвый ленточник развивается в одном поколении за год (моновольтинный вид). Время лёта с июня по июль, иногда по август. На юге ареала лёт может начинать уже в конце мая. В таёжной зоне бабочки обычно появляются уже в конце июня и летают вплоть до начала августа. В отдельные годы необычно раннее появление ленточников в середине июня, будучи довольно редким явлением, обусловлено устойчивой ранней тёплой весной. В годы же с холодной, затяжной весной бабочки вылетают позже обычного и встречаются вплоть до середины августа. Лёт бабочек включает три фазы: наблюдаемый лёт самцов, латентный лёт и наблюдаемый лёт самок. Разница в сроках появления самцов и самок составляет более 10 дней. Подобная задержка начала лёта самок у многих видов бабочек является обычным явлением, обусловленным более высокой скоростью преимагинального развития самцов. Однако у тополёвого ленточника, в отличие от других видов бабочек, самки которых вылетают лишь на несколько дней позже самцов, данный период обычно сильно растянут. Именно различие в сроках начала лёта самцов и самок является одним из основных факторов, которые определяют резкие колебания численности тополёвого ленточника из года в год. Спустя один-два дня после того, как среди летающих самцов появляются первые самки, начинается период латентного лёта, когда бабочки визуально не наблюдаются в местах обитания. По прошествии двух-четырёх недель, обычно в конце июля, бабочки вновь начинают встречаться, но исключительно самки. При этом самцы попадаются довольно редко.
Самцы часто образуют скопления на влажной почве по берегам луж и ручьев, а также кормятся на трупах мелких животных (лягушек, бурозубок, полёвок и т. п.), навозе, экскрементах крупных животных, силосе. Также их могут привлекать вытекающий древесный сок, капли пота, пятна бензина и масла на дорогах. Таким образом вместе с влагой они восполняют дефицит азота, солей и микроэлементы. Питание нектаром крупных зонтичных растений, рябинника, спиреи, характерно, в первую очередь, для самок.

## Жизненный цикл
Самки после спаривания откладывают яйца по одному на верхнюю сторону кончика листовой пластинки кормовых растений. По другим сведениям самки откладывают яйца на листья нижних ветвей больших осин на высоте от 1 до 7 м. Кормовые растения гусениц — деревья рода тополь (Populus): осина (Populus tremula), чёрный тополь (Populus nigra), также возможно питание на ивах (Salix spp. — ива пятитычинковая, ива сизоватая). На Южном Урале кормовым растением также является белый тополь (Populus alba), в Сибири — тополь душистый (Populus suaveolens), на Дальнем Востоке — осина, тополь Максимовича (Populus maximowiczii), тополь амурский (Populus amurensis), тополь корейский (Populus koreana). В Японии гусеницы развиваются на тополе Максимовича и на различных видах ивы.

Осина — основное кормовое растение гусениц тополёвого ленточника

Яйцо зеленоватое, полусферическое, похожее формой на ягоду малины. Его покровы разбиты на правильные многоугольники с 6—8 сторонами, с волосками исходящими от каждого угла. Стадия яйца длится 7—8 дней. Гусеница развивается с осени по май следующего года. Молодые гусеницы коричневые либо почти чёрные, с мелкими бородавками на каждом сегменте и беловатыми поясками на 7—8 сегментах тела. Перезимовавшие гусеницы коричневого цвета, с более светлой жёлто-бурой либо ржаво-жёлтой окраской на обоих концах тела и с кольцом почти посредине тела. Своим внешним видом они напоминают птичий помёт. По мере роста гусеница начинает походить на короткую угловатую веточку, а форма головы становится очень похожа на почки деревьев. В старших возрастах гусеница достигает длины 45—52 мм и напоминает свёрнутый лист: она характеризуется светло- или тёмно-зелёной окраской, 6 и 8 сегменты тела имеют бело-землянистый цвет. Два ряда мясистых шиповатых выростов находятся на 2, 3, 5, 7 и 11 сегментах. На других сегментах эти выросты имеют вид маленьких бугорков, либо незаметны. На 2-м сегменте тела находится пара весьма крупных колючих отростков коричневого цвета, которые выступают вперёд над коричневатой головой, несущей маленькие чёрные рога.

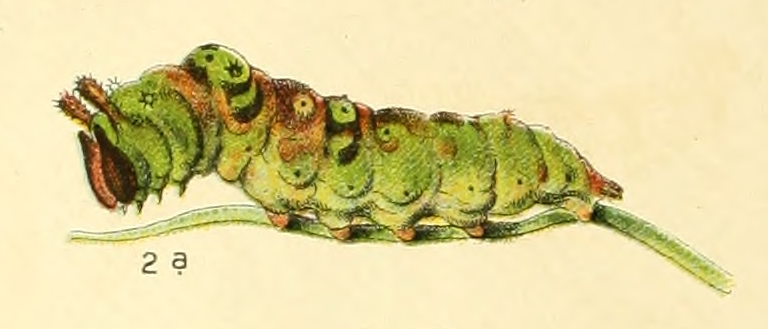
Рисунок гусеницы старшего возраста

Гусеницы обычно приурочены к молодым тополям и осинам, которые растут в хорошо освещенных местах. Отмечены случаи питания гусениц на низких деревьях и поросли. Это объясняется тем, что к середине августа, когда гусеницы выходят из яиц, листья на старовозрастных кормовых деревьях являются уже слишком жёсткими для питания, тогда как на молодых деревьях листья остаются всё ещё мягкими. Гусеницы первых возрастов выедают только паренхиму листьев, оставляя нетронутыми все жилки. По мере взросления они начинают скелетировать листья, поедая всю листовую пластинку, за исключением главной средней жилки, которую гусеницы часто используют для отдыха после питания. В состоянии покоя гусеница предпочитает находиться на хорошо освещенных ветвях в S-образной позе. Будучи потревоженной — изгибает тело ещё больше назад, пряча голову под нижнюю часть тела. Свои передвижения гусеница «отмечает» шелковыми нитями, возможно, чтобы легче было удерживаться на листе.
До зимовки дважды линяют. Гусеницы зимуют поодиночке в сигарообразном убежище из остатков листа на конце веточки. Для этого насекомое около будущего побега сооружает свёрток либо удлинённо-овальную ячейку, нижнюю поверхность которой укреплена к поверхности ветки нитями шелковины. Какой бы формы ни была эта ячейка, своим отверстием она всегда обращена к верхушке веточки, что позволяет гусенице весной как можно быстрее начать питаться молодыми листьями. Однако также имеются данные о зимовках гусениц в паутинных гнездах на вершинах веток кормовых деревьев. Весной гусеницы вновь начинают питаться на тех же ветках, где зимовали. Окукливаются к середине июня на самом видном месте кроны кормового дерева на высоте 2—4 м и выше. Перед окукливанием гусеница делает треугольную вырезку на вершине листа, а верхнюю сторону листа покрывает густым слоем шёлковых нитей, оплетая ими же также черешок листа. Таким образом, края листа при помощи нитей приподнимаются несколько кверху. После этого гусеница прикрепляется вблизи черешка листа, благодаря чему будущая куколка всегда располагается практически посредине листа с головой, обращённой к его удалённой вершине, а кремастером — к черешку. Куколка крупная, жёлто-коричневого либо желтовато-белого цвета с чёрными пятнами различных размеров. У основания брюшка имеется крупный выступ округлённой формы в виде бугра оранжево-жёлтого цвета с чёрными пятнами у основания. Этот выступ создаёт впечатление, что первый брюшной сегмент куколки был пробит и её содержимое выступило наружу в виде данного блестящего оранжево-жёлтого бугра, при этом часть жидкости  как бы вылилась и покрыла собой всю верхнюю и переднюю часть куколки. Передняя половина куколки блестящая, как будто покрытая лаком, а задняя половина — матовая. Примерно за 12—15 часов до выхода бабочки куколка приобретает тёмно-серый цвет, а зачатки крыльев снизу становятся смоляно-чёрными, блестящими, на них просвечивается рисунок жёлтого цвета. Стадия куколки длится около 10—15 дней.

## Численность
Численность вида подвержена резким колебаниям, от сезона к сезону нередко она может изменяться на два порядка и более. Бывают периоды в несколько лет, когда на территориях обитания вида встречаются лишь единичные особи. Продолжительность спадов численности на различных территориях ареала в разное время варьирует от 1 до 4 лет. К числу факторов, ограничивающих численность, относят особенности местных погодных условий, паразитизм, хищничество и болезни. Резкое изменение и ухудшение погодных условий после вылета самцов может приводить к их массовой гибели и, как следствие, к увеличению количества неоплодотворённых самок. Различие в сроках начала лёта самцов и самок является одним из основных факторов, которые определяют резкие колебания численности вида.
На различных стадиях жизненного цикла этот вид подвержен нападению нескольких видов паразитоидов, развивающихся за счёт тополёвого ленточника, но не являющихся истинными паразитами, так как в результате их жизнедеятельности организм-хозяин в любом случае гибнет. К ним относятся виды браконид (Braconidae) — представители рода Protapanteles, а также Glyptapanteles vitripennis и один вид наездников-ихневмонид (Ichneumonidae) — Ichneumon albiornatus.
Кроме естественных причин, уровень смертности определяется интенсивностью движения транспорта на дорогах, проходящих через местообитания бабочек. По оценкам, в Фенноскандинавии 10—15 % самцов погибает в результате столкновения с автотранспортом.

## Охрана
Вид занесён в 1991 году в Европейский красный список животных и растений, находящихся под угрозой исчезновения (European Red List of Globally Threatened Animals and Plants).
Ленточник тополёвый включен в Красные книги Латвии (1998) (4 категория), Украины (2009) (2 категория — уязвимый вид). На Украине это немногочисленный, местами редкий вид, на отдельных участках в пик периода лёта количество бабочек может достигать до 10 особей на 1 га. В некоторых местных популяциях численность уменьшается.
На территории России вид включён в ряд региональных Красных книг: Республики Мордовии, Саратовской области, Республики Татарстан, Воронежской области, Липецкой области, Тамбовской области и Москвы.
Вид находится на грани вымирания в Люксембурге. В критическом состоянии популяция вида находится на территории Бельгии.
Наряду с природными факторами, численность вида на указанных территориях сокращается из-за уменьшения площади лиственных лесов, являющихся местообитаниями ленточника, нарушения в результате антропогенной деятельности необходимой этому виду сложной мозаичной структуры лесных сообществ, сокращения площади осинников, увеличения рекреационной нагрузки, чрезмерного использования пестицидов и ядохимикатов в непосредственной близости от лесных массивов.